# Leuctra gallica
Leuctra gallica är en bäcksländeart som beskrevs av Aubert 1953. Leuctra gallica ingår i släktet Leuctra och familjen smalbäcksländor. Inga underarter finns listade i Catalogue of Life.